# Ecranoplano
Ecranoplano (do russo: экраноплан) é uma classe de aeródinos com características peculiares, diferente dos hidroaviões, aerobarcos e hovercrafts. O termo deriva da denominação que recebe em russo o efeito solo: экранный эффект (ecranniy effect).

## História
Inventado pelo engenheiro naval soviético Alexeev Rostislav Evgenievich nos anos 50, o ecranoplano foi projetado para movimentar-se voando a poucos metros de altura sobre uma superfície plana, geralmente aquática, sem ser detectado pelos radares inimigos, aproveitando o chamado efeito solo.
Durante a Guerra Fria, os ecranoplanos foram vistos, inicialmente no Mar Cáspio, como veículos estranhos, grandes e velozes. Eles eram chamados de Monstros do Mar Cáspio pela inteligência norte americana, confundida por um veículo tão grande, que se parecia com um avião sem uma parte das asas. No final da guerra fria o "monstro" foi revelado como um avião secreto dos militares russos, desenhado para voar a apenas alguns metros da água, economizando energia e ficando abaixo do radar inimigo. Tinha mais de 100 m de comprimento, pesava 540 toneladas em plena carga e podia viajar a mais de 400 km/h, podendo voar não apenas próximo da água, mas também sobre o gelo, neve ou terreno plano com igual facilidade.

## Efeito solo
Diferentemente dos aviões convencionais, que voam em razão da baixa pressão produzida sobre as asas, os ecranoplanos utilizam o efeito solo que causa uma sobrepressão sob as asas de formato especial, criando um colchão de ar que dá sustentação à aeronave em voo rasante.

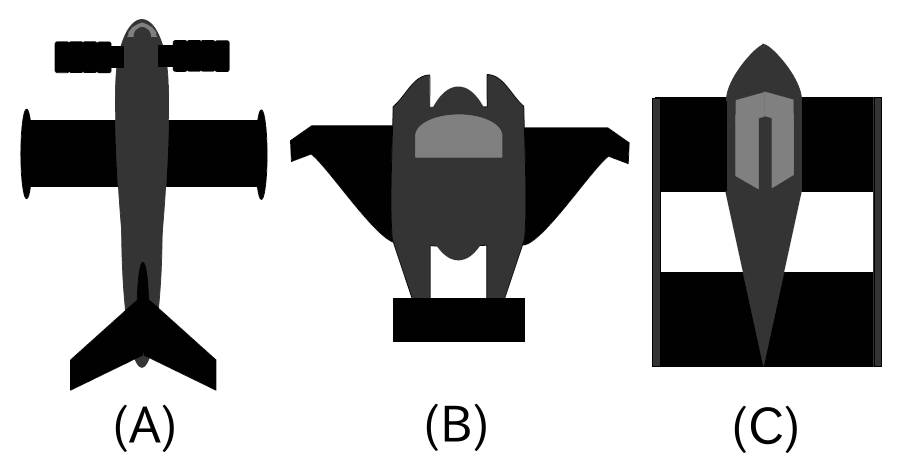
Ecranoplanos de diferentes designs

## Principais modelos

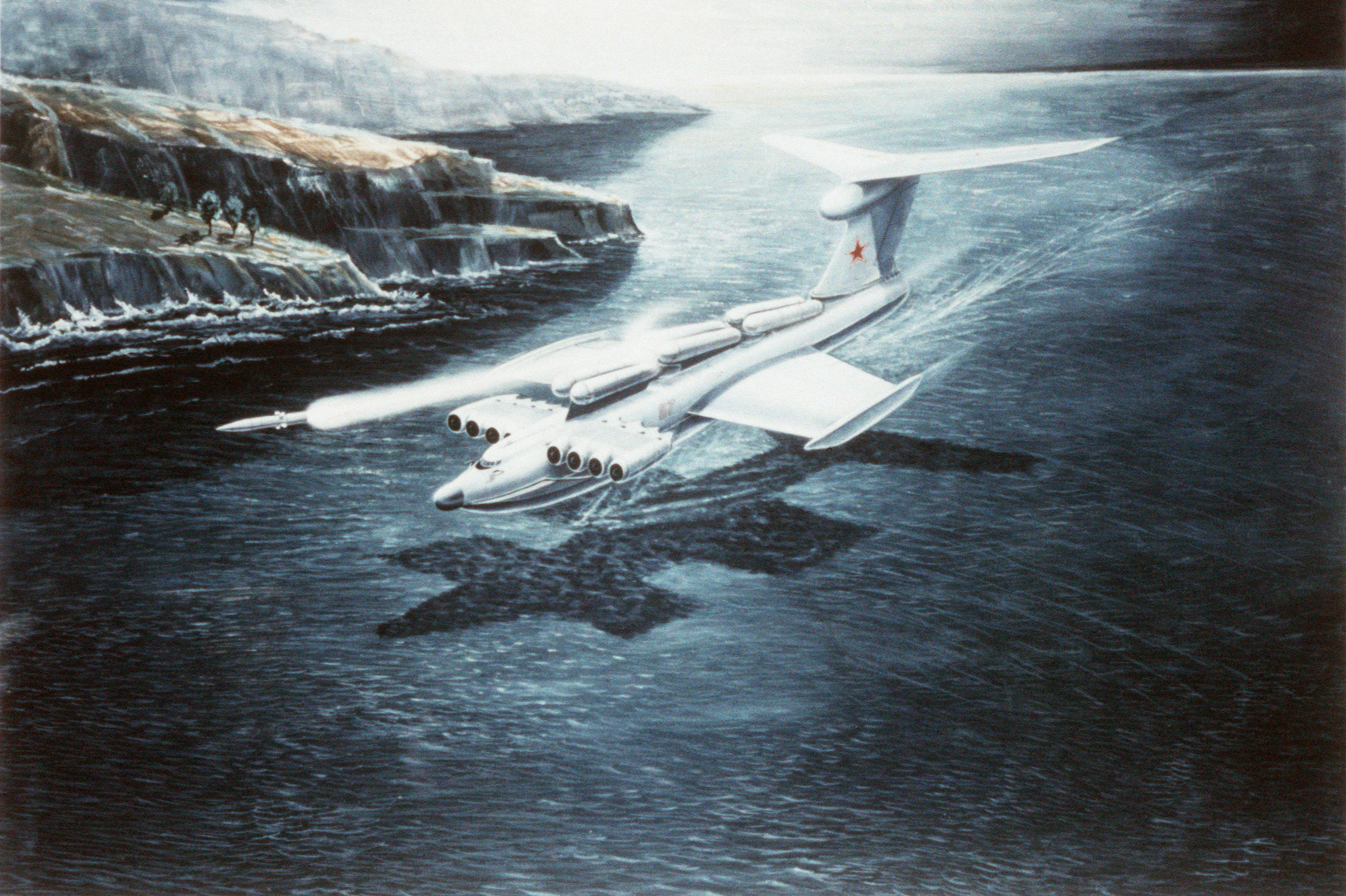
Concepção artística do Lun/KM.

O maior dos modelos produzidos na extinta União Soviética, o Lun (KM), como era conhecido no programa militar secreto, com 100 metros de comprimento e 540 toneladas de peso máximo, foi batizado pelo serviço de inteligência americano de Caspian Sea Monster (Monstro do Mar Cáspio). O Lun foi fabricado em 1966, depois da construção de alguns protótipos. Tinha dez motores e voava a 30 centímetros sobre a superfície aquática, não podendo elevar-se além dos 3 metros, sob risco de estatelar-se. Podia enfrentar ondas de mais de cinco metros de altura sem problema. Estatelou-se contra a água durante um voo, quando uma rajada de vento o desestabilizou. Na ocasião, o piloto, desobedecendo as instruções de pilotagem, ao invés de aproximar o aparelho da superfície optou por elevá-lo, fato que provocou a perda da sustentação. Em 31 de julho de 2020 o Lun foi rebocado da base de Kaspiysk para Derbent onde será transformado em atração turística.
Outro modelo, o A-90 Orlyonok, destinado ao transporte e desembarque de tropas e veículos blindados, com 140 toneladas de peso máximo e autonomia de 2.000 km, voava a dois metros acima da superfície aquática numa velocidade de até 400 km/h. Foram construídas quatro unidades deste modelo.

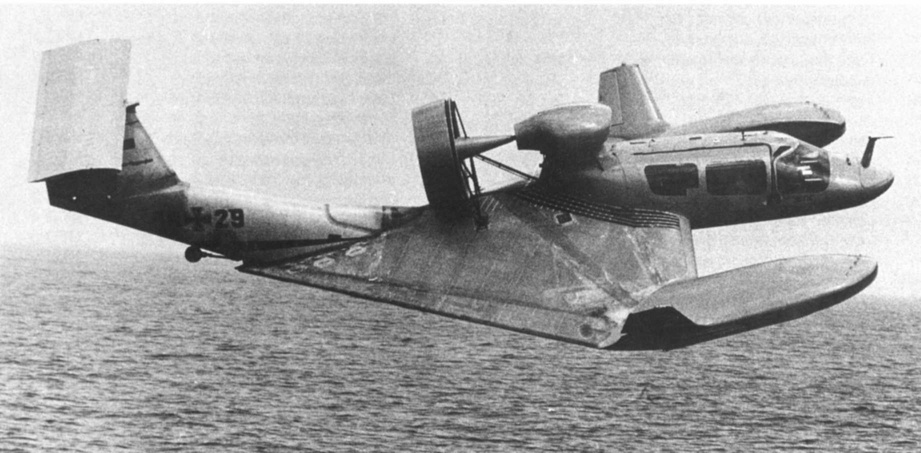
RFB X-114
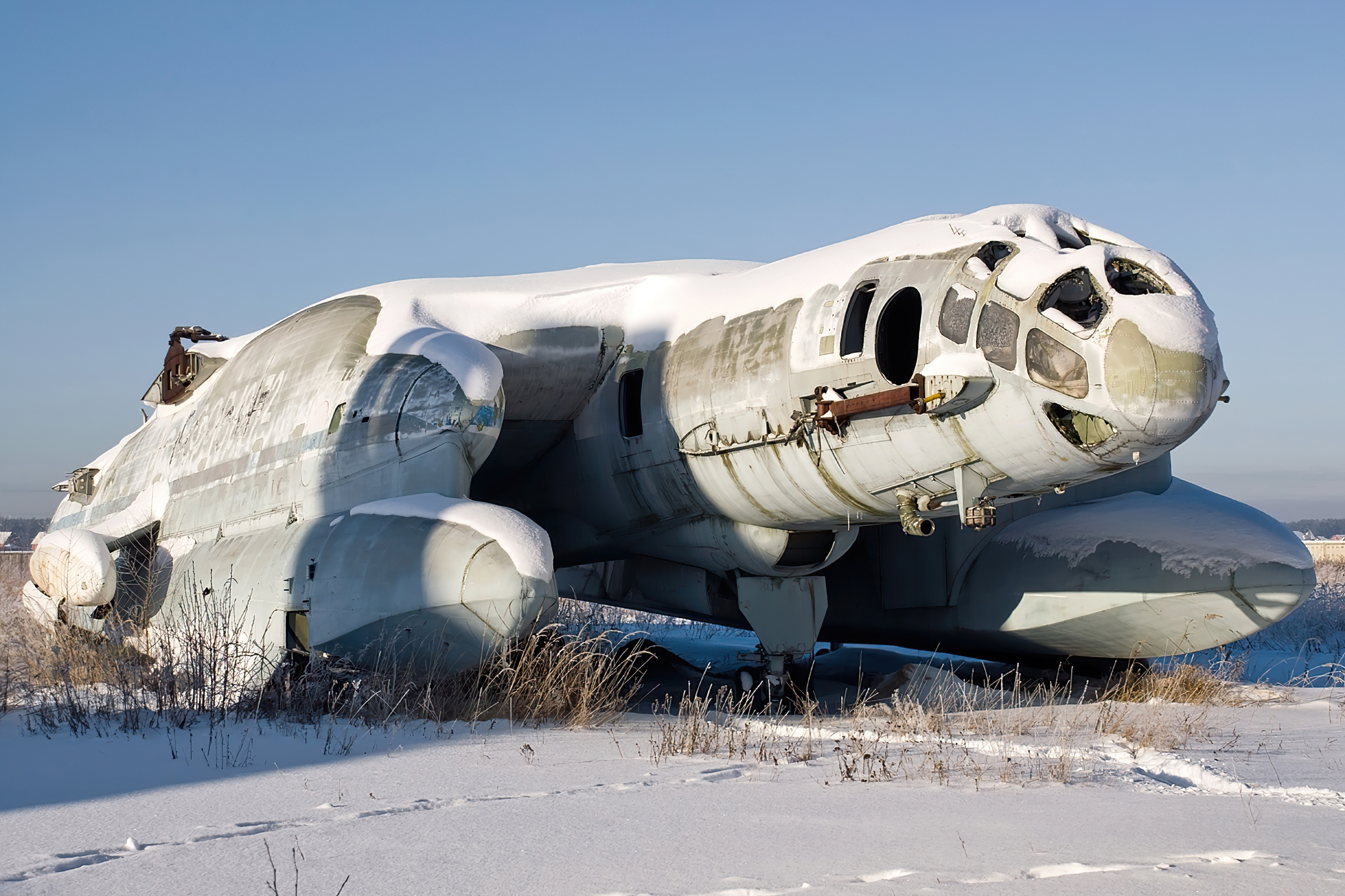
Bartini Beriev VVA-14
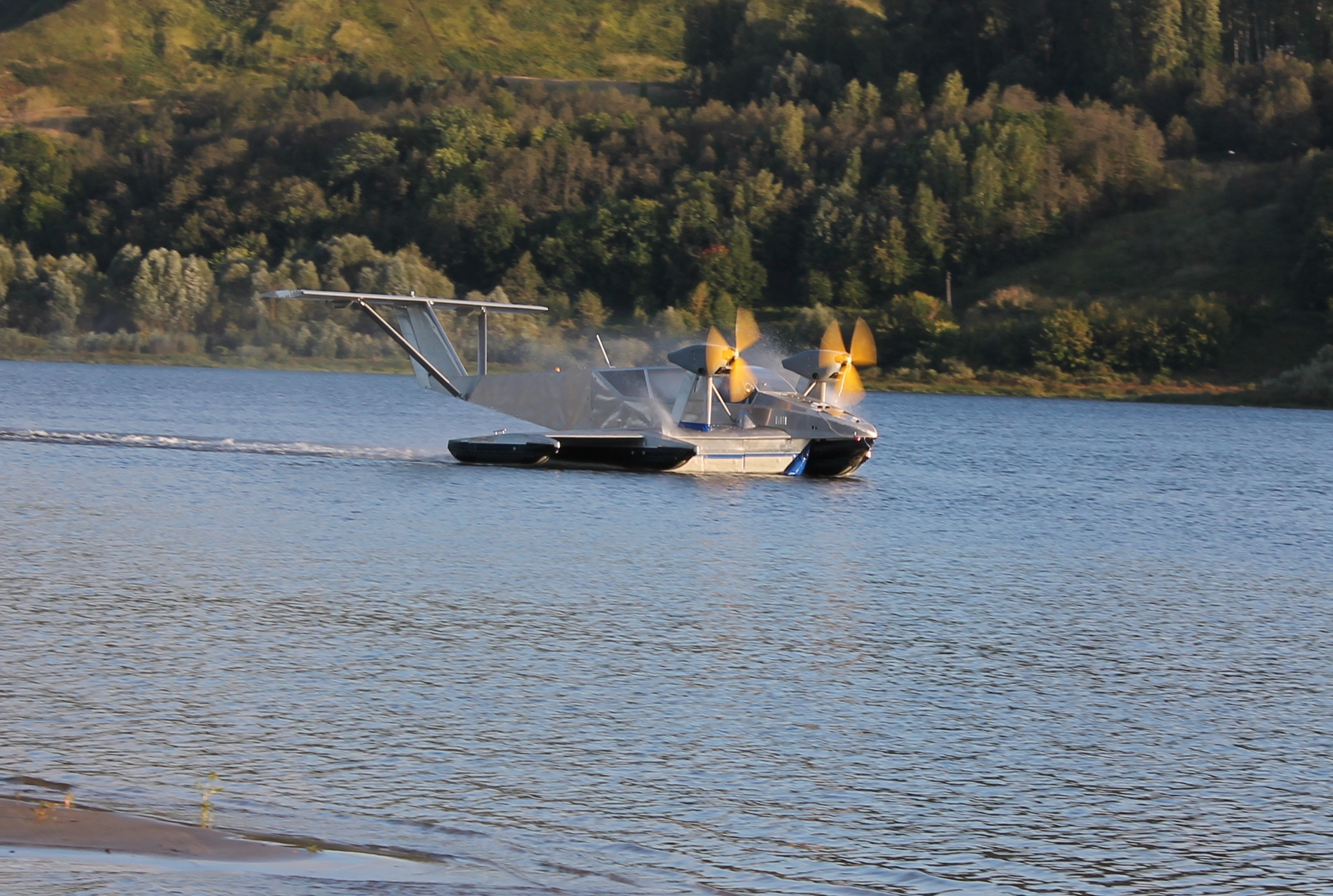
Teste de ecranoplanos TUNGUS da primavera de 2015
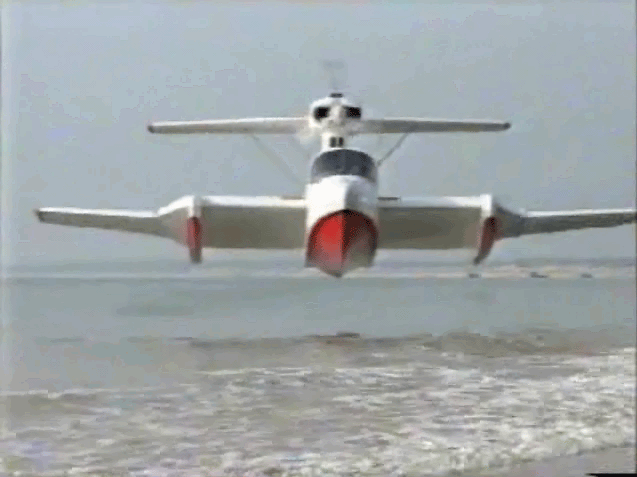
Sea Eagle:[3] ecranoplano da Austrália.
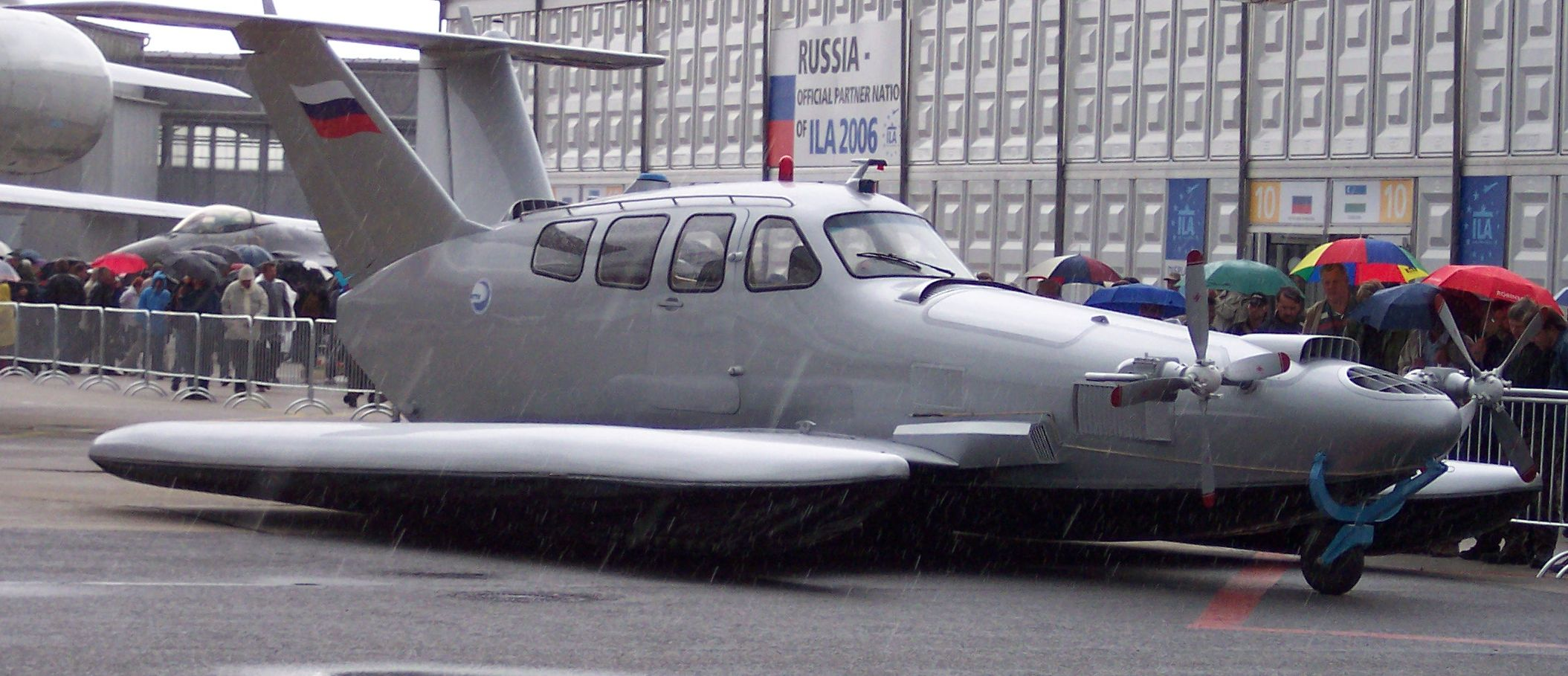
Aquaglide 2
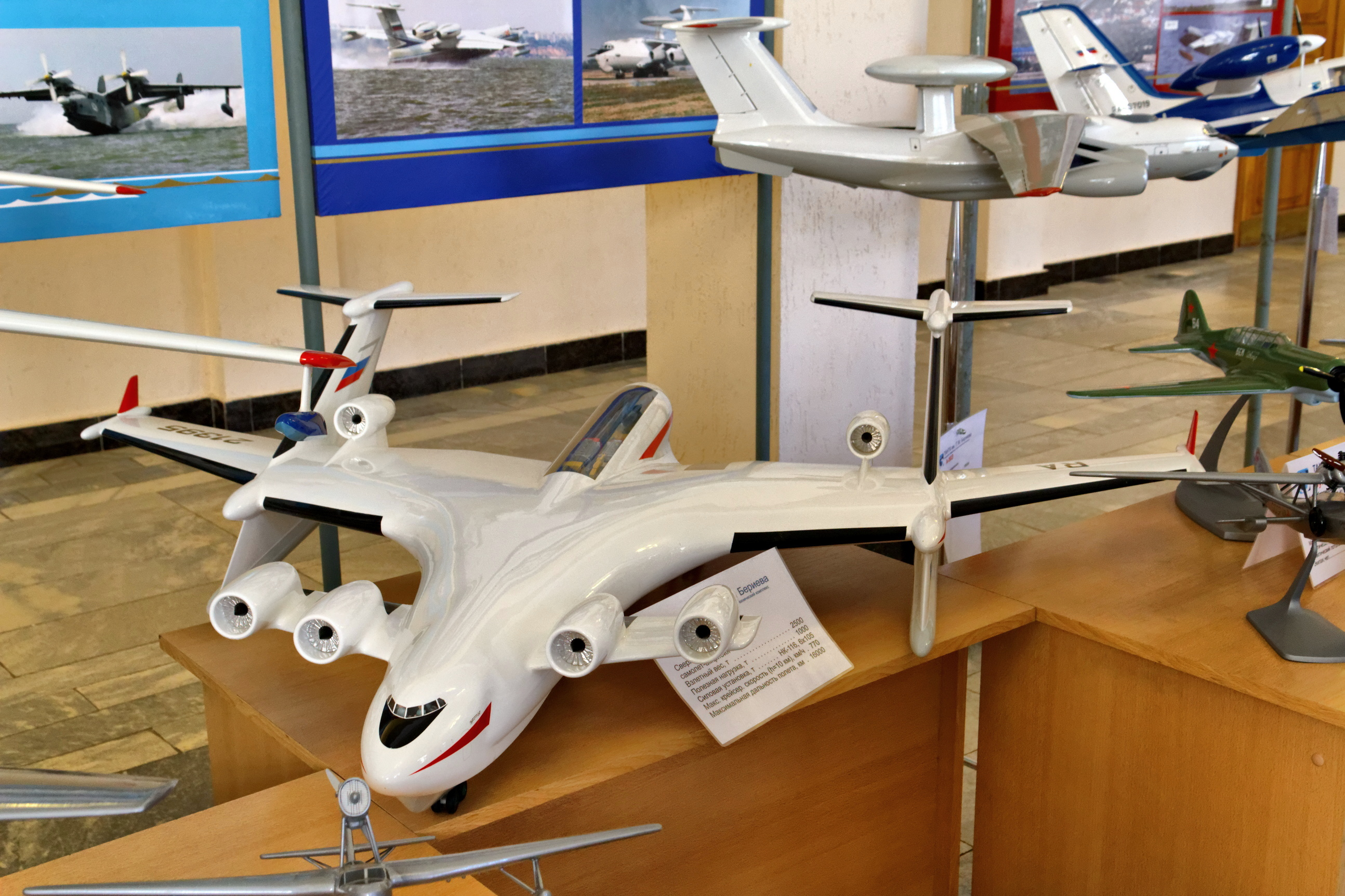
Beriev Be-2500
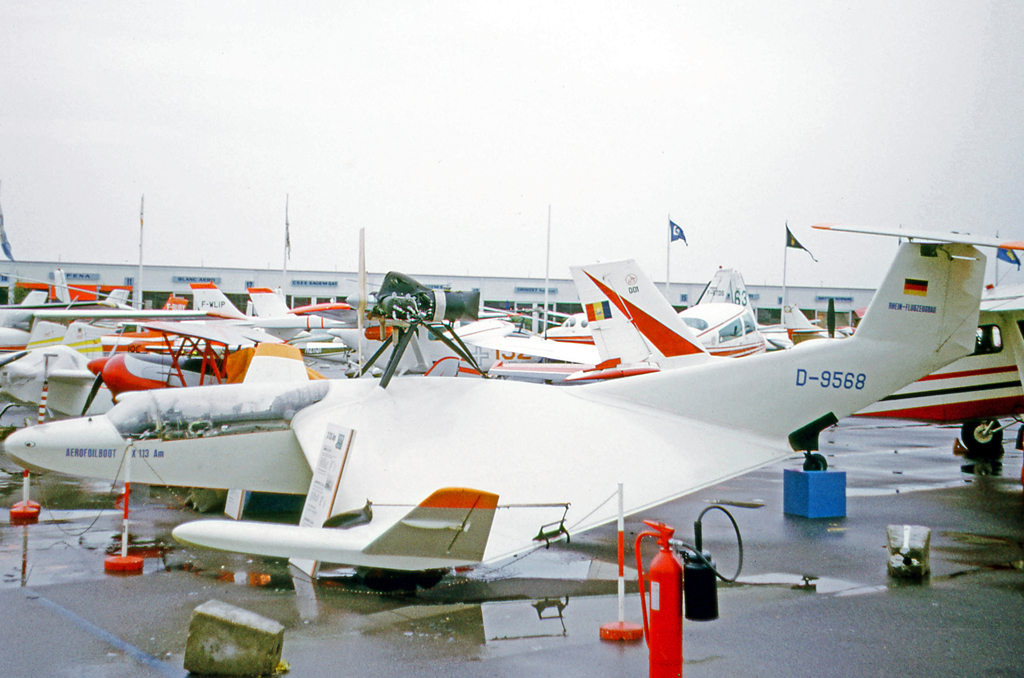
RFB X-113